# Espia, desperta't
Espia, desperta't (títol original: Espion, lève-toi) és una pel·lícula franco-suïssa dirigida per Yves Boisset, estrenada l'any 1982. Ha estat doblada al català.

## Argument
L'acció té lloc a Zúric (Suïssa), el setembre de 1981.
Sébastien Graner (Lino Ventura) és un agent secret francès del Servei de documentació exterior i de contra-espionatge (SDECE), ''adormit'' des de fa vuit anys. Dirigeix a Zuric una societat fiduciària i comparteix la vida amb Anna Gretz (Krystyna Janda), jove alemanya professora de literatura comparada, les idees esquerranes de la qual són clarament manifestes.
Un matí, sent per la ràdio que un home amb qui hi tenia una cita, Alfred Zimmer, acaba de ser abatut en un tramvia per un comando de les Brigades d'Acció Popular, grup d'ultra-esquerra amb activitat a Zuric. Rep per correus aquella mateixa tarda el llibre Vint anys després d'Alexandre Dumas, marcat a la pàgina 138, codi que el fa entendre que ha estat «despertat» pels seus superiors.
Presentant-se a la cita convinguda, té la sorpresa de ser abordat per un cert Jean-Paul Sort (Michel Piccoli), mestre d'encàrrecs en el Consell federal de Berna, que es presenta com el seu oficial. Aquest, molt ben informat sobre el passat de Graner, li demana seguir la pista Zimmer per saber per qui són controlades les Brigades d'Acció Popular.
Preocupat, Graner llança el codi de procediment d'urgència sota la forma d'una anunci en el Tages Anzeiger. Allà, és Chance qui es presenta a la cita… Aquest últim li fa comprendre que se l'ha despertat pels contactes d'Anna Gretz amb certs elements de les Brigades d'Acció Popular, repetint-li que treballa per París.

## Repartiment
- Lino Ventura: Sébastien Graner
- Michel Piccoli: Jean-Paul Sort
- Krystyna Janda: Anna Gretz
- Bruno Cremer: Richard
- Bernard Fresson: Henri Venedor
- Heinz Bennent: Meyer
- Marc Mazza: Ramos
- Roger Jendly: el comissari Lohmann
- Christian Baltauss: el bibliotecari
- Dieter Moor: Dieter Krauss
- Beate Kopp: la secretària de Graner
- Philippe Brizard: un col·laborador de Graner
- Kurt Bigger: Alfred Zimmer
- Jean-Paul Franky: Rudy la rossa
- Yves Boisset: l'adjunt de Richard
- Daniel Plancherel: l'inspector Vogel
- Robert Dalban: el narrador

## Al voltant de la pel·lícula
- La pel·lícula havia d'estar inicialment dirigida per Andrzej Żuławski.
- La pel·lícula va ser tallada en una sèrie d'accions presentades per una veu off anunciant la data, el lloc i l'hora precisa. S'observa incoherències de horaris :

1. A l'arribada del tren de Marchand a l'estació de Zuric, són les 14 h 25; un rellotge sobre el moll indica 11 h 43.
2. Quan Graner surt de l'aeroport de Múnic, són les 15 h 50; un rellotge en part emmascarat en un pla posterior sobre la façana de l'edifici indica les 16 h 35.
3. Quan Graner arriba a l'aeroport de Zuric, són les 20 h 43; passa sota un rellotge digital que indica 14 h 47.
4. Palau de l'Elisi, 23 h 17, Paris 6 d'octubre, encara és de dia.

- El pretès « museu de les tècniques » on Graner i Richard es troben es considera situat a Zuric com l'essencial de l'acció de la pel·lícula, però l'escena té lloc de fet en el decorat molt recognoscible del Museu dels arts i oficis de París; s'hi reconeix una de les més cèlebres peces del museu, el fardier de Cugnot.
- Michel Piccoli és successivament "Conseller federal" — o sigui el rang d'un dels set ministres suïsses — o director de gabinet o mestre d'encàrrecs, carrecs que no existeixen.
- Música: Yves Boisset havia treballat amb Ennio Morricone deu anys abans en L'atemptat (1972).
- La intriga, adaptada per Michel Audiard, és treta d'una novel·la (Chance Awakening) de George Markstein, autor de thrillers conegut al Regne Unit. Destacar el joc de paraules entre el títol anglès i el patronímic d'un dels personatges (l'espia J.-P. Chance interpretat per Michel Piccoli).